# Championnats du monde de triathlon longue distance 2008
Les Championnats du monde de triathlon longue distance 2008 présentent les résultats des championnats mondiaux longue distance de triathlon en 2008 organisés par la fédération internationale de triathlon.
Ces 15e championnats se sont déroulés à Almere aux Pays-Bas le 30 août 2008.

## Distances
| Distances course (kilomètres) | Distances course (kilomètres) | Distances course (kilomètres) |
| Natation                      | Vélo                          | Course à pied                 |
| ----------------------------- | ----------------------------- | ----------------------------- |
| 4                             | 120                           | 30                            |

## Résultats

### Homme
| Rang   | Athlète           | Pays        | Temps           |
| ------ | ----------------- | ----------- | --------------- |
| Or     | Julien Loy        | France      | 5 h 43 min 22 s |
| Argent | François Chabaud  | France      | 5 h 45 min 36 s |
| Bronze | Martin Jensen     | Danemark    | 5 h 46 min 59 s |
| 4      | Sébastien Berlier | France      | 5 h 48 min 24 s |
| 5      | Jonas Colting     | Suède       | 5 h 49 min 36 s |
| 6      | Stéphan Bignet    | France      | 5 h 50 min 34 s |
| 7      | Jimmy Johnsen     | Danemark    | 5 h 51 min 57 s |
| 8      | Kevin Lisska      | États-Unis  | 5 h 58 min 29 s |
| 9      | Paul Ambrose      | Royaume-Uni | 5 h 59 min 43 s |
| 10     | Huib Rost         | Pays-Bas    | 6 h 02 min 32 s |

### Femme
| Rang   | Athlète             | Pays        | Temps           |
| ------ | ------------------- | ----------- | --------------- |
| Or     | Chrissie Wellington | Royaume-Uni | 6 h 12 min 44 s |
| Argent | Charlotte Kolters   | Danemark    | 6 h 30 min 15 s |
| Bronze | Yvonne van Vlerken  | Pays-Bas    | 6 h 31 min 56 s |
| 4      | Lucie Zelenková     | Tchéquie    | 6 h 33 min 59 s |
| 5      | Ingrid Van Lubek    | Pays-Bas    | 6 h 40 min 33 s |
| 6      | Tiina Boman         | Finlande    | 6 h 41 min 27 s |
| 7      | Joan Blaafoss       | Danemark    | 6 h 42 min 17 s |
| 8      | Ana Lidia Borba     | Brésil      | 6 h 44 min 47 s |
| 9      | Tine Deckers        | Belgique    | 6 h 44 min 55 s |
| 10     | Martina Dogana      | Italie      | 6 h 49 min 00 s |

## Tableau des médailles
| Rang  | Nation      | Or | Argent | Bronze | Total |
| ----- | ----------- | -- | ------ | ------ | ----- |
| 1     | France      | 1  | 1      | 0      | 2     |
| 2     | Royaume-Uni | 1  | 0      | 0      | 1     |
| 3     | Danemark    | 0  | 1      | 1      | 2     |
| 4     | Pays-Bas    | 0  | 0      | 1      | 1     |
| Total | Total       | 2  | 2      | 2      | 6     |